# 岡本良雄
岡本 良雄（おかもと よしお、1913年6月10日 - 1963年2月6日）は、日本の児童文学作家。
「あすもおかしいか」「生きているレントゲン」「三人の0点くん」などの作品がある。

## 略歴
大阪府大阪市北区（現：此花区）で生まれる。1931年に上京、第一早稲田高等学院を経て、早稲田大学文学部国文学科を卒業。大学在学中から早大童話会に入会し、口演童話や創作活動を行った。また卒業論文の題は「童話作家小川未明論」であった。
卒業後の1938年に大阪府に戻り、下畑卓や花岡大学らと同人「新児童文学集団」を結成。機関紙『新児童文学』に童話などを発表した。また、そこで発表した「八号館」が第1回日本新人童話賞を受賞、授賞式後すぐに上京、豊島区に下宿した。
1943年に鎌倉へ転居し、滝田直子と結婚。同年、海軍に徴兵され、上海での訓練を経たあと、鹿児島海軍航空隊に入隊。その後、青島海軍航空隊、滋賀航空隊と勤務地を変えた。終戦後は大津市にとどまり、1946年に長男が誕生する。
1947年に再び上京し、『子どもの村』『こどもペン』などに精力的に作品を発表した。1951年に次男誕生。
1951年、「ラクダイ横丁」などの作品が児童文学者協会が設立した児童文学者協会児童文学賞の第1回を受賞。
1961年に学校法人森村学園で児童文学近代文学史の講師を担当。同年、胃の手術のため豊島病院に一時入院したが、同年中に退院。しかしその2年後の1963年に再発、同年2月6日に胃がんで死去。享年49。葬儀委員長は坪田譲治が務めた。
死後に、主な作品をまとめた『岡本良雄童話文学全集』（全3巻）が、講談社から出版された。

## 主要な著作
- 『朝顔作りの英作』（翼賛出版協会）1942年
- 『八号館』（翼賛出版協会）1943年
- 『太陽とホームラン』（愛育社）1950年
- 『童話 四年生』（泰光堂）1950年
- 『うさぎのおみまい』（泰光堂）1952年
- 『のりものづくし』（実業之日本社）1954年
- 『よいこの童話 二年生』（鶴書房）1956年
- 『いそっぷものがたり』（実業之日本社）1957年
- 『つるの恩がえし』（偕成社、なかよし絵文庫）1957年
- 『クオレ絵物語』（偕成社）1959年
- 『三人の0〈れい〉点くん』（佐藤忠良絵、偕成社、偕成社文庫） 1977年、のち再刊（鈴木義治絵、新学生全家研） 1989年
- 『空中ぶらんこ』（市川禎男絵、岩崎書店、日本の幼年童話） 1982年
- 『どうぶつの国のどうぶつえん』（岩崎書店、幼年文学名作選） 1989年

### 作品集
- 『岡本良雄集』（河出書房、日本児童文学全集・童話編8） 1953年
- 『岡本良雄童話文学全集』全3巻（講談社） 1964年